# Kemang (Kemang)
Kemang is een bestuurslaag in het regentschap Bogor van de provincie West-Java, Indonesië. Kemang telt 11.707 inwoners (volkstelling 2010).